# Portretul soției pictorului
Portretul soției pictorului (titlul original: în rusă Портрет жены художника, transliterat: Portret jenî hudojnika) este un film dramatic sovietic, realizat în 1981 după povestirea «Берендеев лес» (1977) a lui Iuri Naghibin, de regizorul Aleksandr Pankratov, protagoniști fiind actorii Valentina Telicikina, Serghei Șakurov, Nikita Mihalkov, Mihail Semakov.

## Rezumat
Pictorul Pavel Alekseevici pleacă împreună cu soția sa Nina, la odihnă la o mică pensiune. Aici decurge viața obișnuită a turiștilor, excursii după ciuperci, plimbări cu vaporul, balul costumelor... Soția crede că își reține soțul de la creativitate și începe să flirteze cu un alt bărbat.

## Distribuție
- Valentina Telicikina – Nina, profesor la școala pedagogică
- Serghei Șakurov – Pavel Alekseevici, artist, soțul Ninei
- Nikita Mihalkov – Boris Petrovici, director adjunct la internat, admiratorul Ninei
- Mihail Semakov – Ivan („Magelan”), pensionar
- Vsevolod Șilovski – Mitrofanîci („Columb”), îngrijitor pensionar
- Oleg Golubițki – Nikolai Nikitenko, prietenul lui Pavel
- Tatiana Koniuhova – Varia Nikitenko, soția lui Nikolai
- Ekaterina Suhanova – Lena, fata de la pension
- Olga Gobzeva – Asia, prietena Ninei
- Viktor Uralski – Viktor Egorovici
- Klara Belova – Klavdia Segunova, soția lui Viktor
- Oleg Fiodorov – jurnalistul de la vernisaj
- Kiril Stoliarov – Nikolai Petrovici, prietenul lui Pavel, la vernisaj
- Leonid Trutnev – un vecin

## Lansare
A fost lansat în anul 1982 și a avut parte de succes comercial, fiind vizionat de 4,6 milioane de spectatori în cinematografele din Uniunea Sovietică.